# Stefan Savić
Stefan Savić, född 8 januari 1991 i Mojkovac, Jugoslavien, är en montenegrinsk fotbollsspelare som spelar för Trabzonspor i Süper Lig.
Savić inledde sin karriär i det montenegrinska laget FK Brskovo 2006 och värvades 2007 till det serbiska laget BSK Borčas ungdomslag. Han började spela för A-laget 2009, men han spelade bara en säsong i A-laget innan han skrev på för FK Partizan 2010. Den 6 juli 2011 skrev han på ett fyraårskontrakt för engelska Manchester City.